# Espada larga

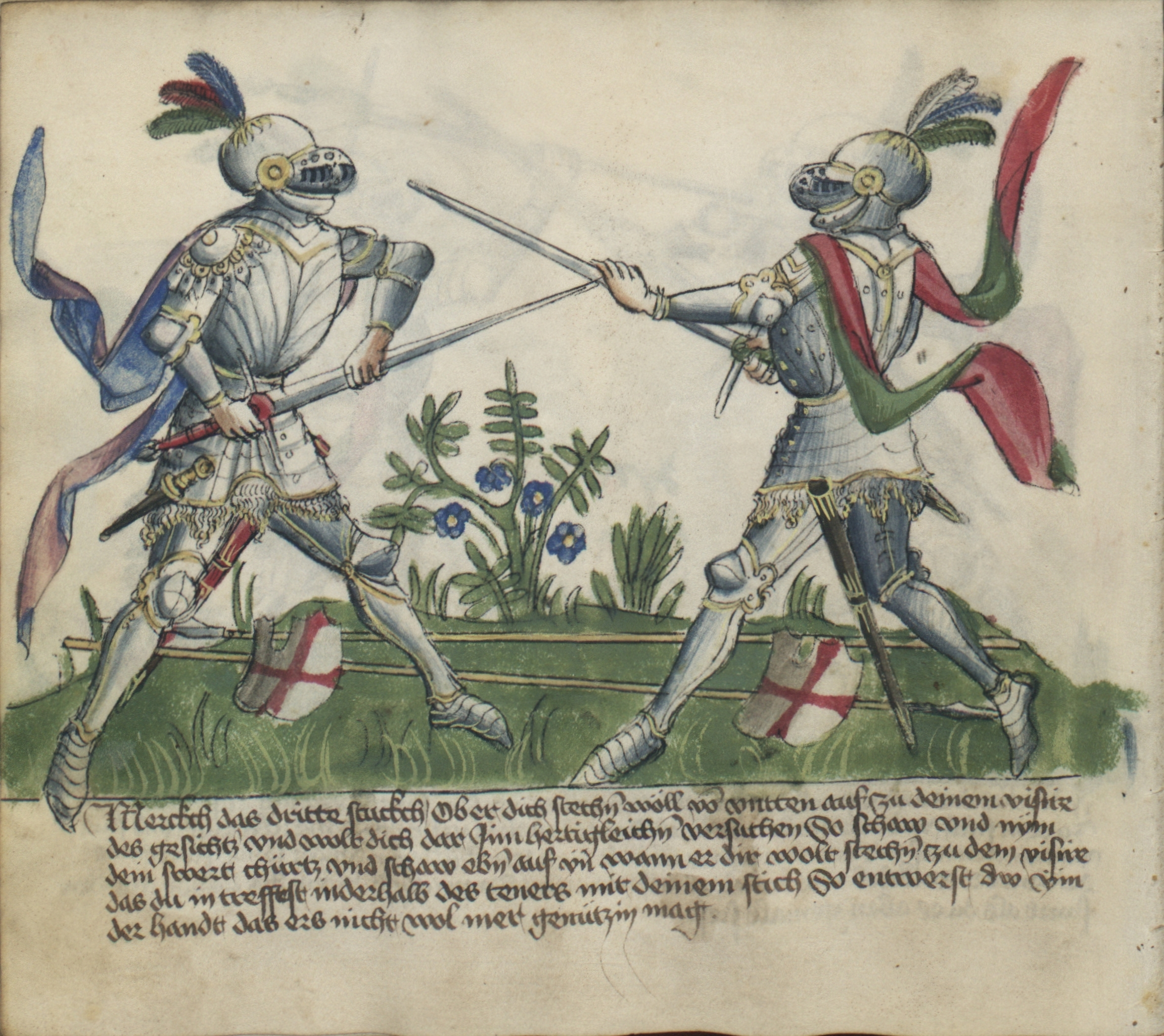
Arte del códice de esgrima medieval Gladiatoria en el que se muestra la esgrima de espada larga armada, alrededror de 1435.

La espada larga —del inglés longsword—, también llamada en ocasiones 'espada de guerra', 'espada de mano y media', montante e incluso espada bastarda, es una espada europea de hoja larga y doble filo, más estrecha y con cruz más amplia que la espada medieval, y con empuñadura de mano y media (siempre a dos manos), que se usó profusamente entre los siglos XIV a XVI.

## Descripción

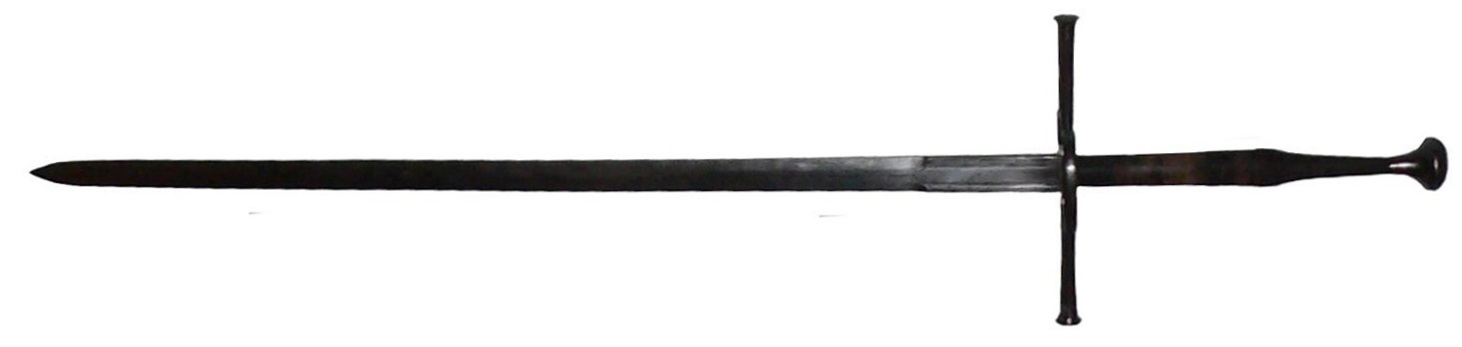
Espada suiza de alrededor del 1500

Su característica más importante fue, además de su longitud, su forma de blandirla. Estas armas se empleaban exclusivamente a dos manos, y dado que su empuñadura era de "a mano y media", pocas de sus formas de blandirlas podían hacerse a una mano.
La espada larga o montante, recoge en su familia a varios tipos de espadas de hoja larga de uso principal a ambas manos entre las que se encuentran las antes citadas "pero" que no engloban las grandes armas de filo a dos manos de la época y posteriores como son el mandoble-espadón, claymore y demás armas tradicionalmente llamadas "a dos manos". Esto es debido a su tamaño intermedio entre las familias de armas blancas a una mano y a dos, y a su forma y escuelas de esgrimirlas.
En el caso español, el montante —arma de doble filo a dos manos y de grandes gavilanes—, es el término correcto y más técnico de llamar a la espada larga, y es genérico para las espadas usadas a ambas manos de todas las épocas. Ciertos especialistas sólo usan el término para tipos de espadas no tan grandes como los espadones suizos y alemanes.

## Orígenes
Las espadas largas o montantes son un desarrollo natural desde las llamadas espadas medievales europeas -derivadas de las espadas nórdicas- las cuales eran blandidas a una sola mano, más anchas sobre todo en su primer tercio y con cruz más corta. Fueron, como muchas veces a lo largo de la historia, las armas defensivas (ej. armaduras) las que influyeron en el desarrollo de armas más capaces de superar tales defensas. Por ello, la espada clásica de caballero altomedieval comienza a estilizarse y alargarse, incluso haciéndose más puntiaguda para así conseguir mayor capacidad de daño y/o versatilidad. Uno de estos desarrollos -el que nos ocupa- es el de la espada larga.
Aunque, como en muchas ocasiones, un arma o restos arqueológicos de ellas aparezcan muchos años o lustros antes de las fechas que dan los historiadores como dados para esas armas, es su uso extendido y su generalización el que nos da las fechas durante las que perduró. Por ello estos tipos de espadas, más largas que sus antecesoras, se dice que comenzaron a emplearse allá por el siglo XIII o XIV, y dejaron de estar en "gracia" -comenzó su desuso- en el siglo XVII.

## Morfología
La espada larga solía medir entre los 90 cm y 120 cm de hoja (ver datos de medidas de la Colección Wallace), lo cual, al añadir las largas empuñaduras, hacía que este tipo de espadas pasaran normalmente de 110 cm y llegaran hasta los 130 y 140 de algunos ejemplares muy grandes, y su peso solía exceder el kilo y medio. Su hoja de doble filo fue evolucionando a lo largo de los años de su exclusivo uso cortante al de casi exclusivo uso punzante cuando comenzaron a aparecer las armaduras blancas -las completas de placas de acero-. Por ello pasó de tener una hoja recta y estilizada a otra con hoja romboidal y muy afilada en la punta, a la que catalogan de forma diferente, llamándolas estoque. Su guarda, gavilanes y demás partes de la empuñadura también evolucionan para poco a poco permitir un mejor uso como arma casi exclusiva de punzada.